# Anaea wellingi
Anaea wellingi är en fjärilsart som beskrevs av Miller 1977. Anaea wellingi ingår i släktet Anaea och familjen praktfjärilar. Inga underarter finns listade i Catalogue of Life.